# Linguaggiodonna
Linguaggiodonna è un  thesaurus in lingua italiana che tiene conto degli aspetti sessuati del linguaggio.

## Storia
Il Centro studi storici sul movimento di liberazione della donna in Italia nel 1981 promuove a Milano il Seminario internazionale Centri di ricerca e documentazione delle donne: esperienze di organizzazione e metodi di archiviazione, lavoro proseguito nel 1988 col supporto dell'Ufficio Informazione Donne della Commissione delle Comunità Europee, col Convegno internazionale Perleparole.Le iniziative a favore dell'informazione e della documentazione delle donne europee.
Gli strumenti di analisi semantica in uso nelle biblioteche italiane, come il Soggettario italiano della Biblioteca Nazionale Centrale di Firenze (BNCF) o la Classificazione decimale Dewey, vengono criticati per l'assenza di concetti e aree utili alla individuazione e reperimento di testi sulle tematiche delle donne e con un punto di vista attento alla differenza sessuale.. Si decide di costruire uno strumento ex novo dopo una ricerca di thesauri e soggettari anche in altre aree linguistiche.
Il thesaurus Linguaggiodonna: primo thesaurus di genere in lingua italiana viene pubblicato nel 1990 dal Centro di Studi Storici sul Movimento di Liberazione della Donna in Italia, dal 1994 Fondazione Elvira Badaracco. Scritto da Adriana Perrotta Rabissi e Maria Beatrice Perucci in collaborazione con Piera Codognotto della Libreria delle donne di Firenze.
Nel corso del progetto NOW (New Opportunities for Women) che il Centro studi storici sul movimento di liberazione della donna in Italia promuove con altri cinque centri della Rete Lilith tra il 1993 e il 1994, si tengono corsi e seminari sui linguaggi documentari e prosegue il confronto teorico con i centri International information Centre and archives for the women's movement (IIAV), oggi ATRIA, di Amsterdam e Centre d'investigaciò històrica de la dona de la Universitat de Barcelona (CIHD) di Barcelona, anche loro produttori di thesauri.

## Applicazioni
La Rete Lilith ha utilizzato il thesaurus Linguaggiodonna per indicizzare le sue basi dati, elaborando liste di descrittori proposti .  Il lavoro di implementazione e strutturazione dei termini ha consentito di sviluppare ulteriormente alcune aree semantiche e di elaborare (nell'ambito del progetto Abside 2002-2004), due microthesauri  multilingue: uno su Tempi e spazi di vita, l’altro sull'Inviolabilità del corpo femminile, prodotti con la supervisione di Marisa Trigari . 
In ambito Web e dei motori di ricerca e dei loro modelli linguistici e matematici sul Server donne dell'Associazione Orlando di Bologna il thesaurus Linguaggiodonna e i suddetti microthesauri sono stati adottati in un esperimento di motore di ricerca: Cercatrice di rete, realizzato a cura di Marzia Vaccari e attivo dal 2002 al 2018. Il motore si basava su un software open source con un duplice filtro tra utente e la sua ricerca, con selezione a monte tramite milioni di pagine indicizzate e tramite suggerimento di termini tratti dal thesaurus LinguaggioDonna.

## Struttura del thesaurus
È stato costruito a partire dal linguaggio naturale presente nei documenti testati e posseduti dal Centro di Milano per l'indicizzazione in ambito biblioteconomico.
Il thesaurus è composto da 362 descrittori, 35 non descrittori, 38 note e da una rete di relazioni gerarchiche, associative e di equivalenza.
È strutturato in 5 aree semantiche: Corpo, Cultura, Lavoro, Politica e Riproduzione.
Presenta scelte grammaticali e lessicali non conformi alle regole dei linguaggi di indicizzazione tradizionali, con anche l’inserimento inedito di concetti in aree semantiche diverse da quelle consuete di appartenenza, come ad esempio il termine Pratica dell'autocoscienza nell'area della politica e o Lavoro di riproduzione nell'area del Lavoro, scelte  necessarie alla rappresentazione della specificità dei contenuti.
La seconda edizione del thesaurus (1991) fornisce, oltre alla aggregazione per campi e all'elenco alfabetico dei termini anche un abbinamento di ogni termine con il suo campo semantico di appartenenza e un elenco in permutazione dei termini.
Adriana Perrotta Rabissi ha curato i descrittori dei campi Corpo - Cultura - Riproduzione, Maria Beatrice Perucci dei campi Lavoro - Politica. Si fonda sulle aree tematiche della riflessione femminile e femminista e propone scelte grammaticali e lessicali ispirate alle ricerche sul linguaggio in particolare quelle di Alma Sabatini e Patrizia Violi.
La critica all'uso del singolare maschile, presunto neutro universale, consente di poter nominare le soggettività, a potersi posizionare a partire dai corpi vivi, donne, bambine, bambini, o, come si dice dalla fine degli anni '90, LGBTQ.
Si sperimenta: ad esempio la doppia desinenza e non il neutro: bambine/i; la forma in –a per le professioni: sindaca, avvocata, ministra, magistrata, architetta. E comunque: umanità o essere umano, invece di uomo. Nel 2022 la nuova edizione del vocabolario Treccani registra i nuovi usi della lingua italiana e lemmatizza anche le forme femminili di nomi e aggettivi tradizionalmente registrati solo al maschile e pone attenzione agli stereotipi sessuali .
Linguaggio donna viene citato tra le fonti del Nuovo soggettario della BNCF , in particolare per l'adozione del termine composto Lavoro di cura.

## Thesauri in altre lingue
Anche in altri Paesi le donne negli anni 1970 e 1990  hanno pubblicato Thesauri in linguaggi di genere costruiti analogamente alla esperienza italiana per rendere visibili le donne nella loro soggettività e differenza. Tra questi:
- On equal term: a thesaurus for non sexist indexing and catalouging, a cura Joan Marshall, edito da Neal Schuman nel 1977, raccoglie il lavoro portato avanti negli Stati Uniti dal 1974 da bibliotecarie dell'American Library Association (ALA), dal Comitato sul sessismo nella Library of Congress Subject Headings List (LCSH).[15]
- Women in LC's terms : a thesaurus of Library of Congress Subject Headings relating to Women a cura di Ruth Dickstein, Victoria A. Mills, Ellen J. Waite, viene pubblicato da Oryx nel 1988.[16]
- Il Thesaurus d'historia social de la dona a cura di Montserrat Sebastià i Salat e del Centre d'investigaciò històrica de la dona (CHID) de la Universitat de Barcelona, viene pubblicato da Generalitat de Catalunya nel 1988, ed è focalizzato sulla storia delle donne.[17]
- European women's thesaurus: a structured list of descriptors for indexing and retrieving information in the field of the position of women and women's studies, a cura del  International information Centre and archives for the women's movement (IIAV). Viene pubblicato nel 1988 dal Centro IIAV di Amsterdam.[18]